# Monica Paulus
Monica Paulus (Aregol, siglo XX) es una activista de derechos humanos de las Tierras Altas de Papúa Nueva Guinea. Es cofundadora de la "Red de Defensoras de Derechos Humanos de las Mujeres de las Tierras Altas" y de "Alto a la Violencia Bruja" y concentra sus esfuerzos en proteger a las mujeres  acusadas de brujería o de hechicería.

## Biografía
Monica Paulus proviene del pueblo de Aregol, en la provincia de Simbu, en las tierras altas de Papúa Nueva Guinea. Es madre de tres hijos. Cuando era joven sufrió mucha violencia. En el año 2000 se unió a una organización de mujeres, Meri I Kirap Sapotim (Mujeres se Levantan y Apoyan). En el pueblo, comenzó a poner en práctica lo aprendido para defender a las mujeres y a los niños en los tribunales de los pueblos y en mediaciones a la vez que documentaba casos de violencia por brujería. En ocasiones, denunciaba a los aldeanos, incluida a su propia familia, ante la policía. En marzo del 2005, ella y otras mujeres se unieron para formar la Red de Defensoras de los Derechos Humanos de las Mujeres de las Tierras Altas, con la ayuda de Oxfam y las Naciones Unidas. Trabajaron en pequeños grupos locales para abordar, en particular, la violencia relacionada con la brujería, pero lograron generar un cambio en todo el país con el apoyo del gobierno central.
Cuando su padre murió de un ataque cardíaco, su hermano la acusó de causar su muerte mediante brujería, para apropiarse de su parte de la herencia. Temiendo por su vida, huyó a la ciudad de Goroka, después de que su familia y otras personas del pueblo quemaran su casa. La creencia en la magia negra, la brujería, los espíritus malignos y las brujas está muy extendida en Papúa Nueva Guinea y las acusaciones de brujería son comunes, particularmente en las Tierras Altas. Recién en 2013 el gobierno derogó una ley que penalizaba la brujería y permitía acusaciones de brujería como defensa en casos de asesinato. Se cree que la brujería es responsable de muertes o enfermedades repentinas o inexplicables, y las mujeres tienen seis veces más probabilidades de ser acusadas de brujería que los hombres. Las acusaciones de brujería se convierten con demasiada frecuencia en una forma de violencia familiar, en la que los maridos abusivos amenazan o utilizan dichas acusaciones para silenciar y controlar a las mujeres. Cuando las acusadas intentan refugiarse en casa de sus propios familiares, estos a menudo les rechazan porque tendrían que devolver el "precio de la novia" si la novia abandona la casa del marido.
Cada año, miles de presuntos "brujos" y "hechiceros" son atacados en Papúa Nueva Guinea. Son pocos los casos que se procesan. Desde su propia experiencia, Paulus ha brindado asistencia a personas acusadas de brujería, brindándoles un lugar donde esconderse, atención médica, comida y contacto con otras personas en una situación similar. Las mujeres suelen ir acompañadas de sus bebés, porque según las tradiciones del país, si una mujer es bruja, también lo son sus hijos. Paulus ayuda a las mujeres a acudir a la policía y, si es necesario, las ayuda a reubicarse fuera de sus comunidades. Como alguien que no tuvo a nadie que la ayudara cuando fue acusada de brujería, siente firmemente que alguien debe estar disponible para apoyar a las mujeres acusadas de ello. 
El trabajo de Paulus la ha puesto a ella y a sus hijos en ojo de mira de la policía, la comunidad y también de las familias de los perpetradores de la violencia. Le han entrado a robar en su casa, le han quitado todo y ha recibido amenazas de muerte. Para ella el irse de un lugar a otro se ha convertido en algo normal. Solicitó fondos a la organización benéfica Front Line Defenders y se mudó a otra provincia. Más tarde tuvo que volver a mudarse. Paulus ha trabajado con "Kup Mujeres por la Paz", patrocinado por Oxfam, cuyo objetivo es poner fin a la guerra entre tribus y garantizar elecciones libres de violencia en la provincia de Simbu, Nueva Guinea. También ha trabajado con la YWCA y ha sido intérprete para dos relatores especiales de la ONU.

## Reconocimientos
En 2014, Amnistía Internacional Australia la describió como una de las mujeres más valientes del mundo durante la celebración del Día Internacional de la Mujer. En 2015, Paulus fue una de las 47 "Mujeres con logros" celebradas por ONU Mujeres en el 20º aniversario de la Declaración de Beijing, que se había emitido en la Conferencia Mundial sobre la Mujer de 1995.En 2015, Paulus recibió uno de los Premios de Papúa Nueva Guinea para Mujeres por su valentía y coraje.
En 2016, Paulus formó parte del Programa de Becas de Protección en el Centro de Derechos Humanos Aplicados de la Universidad de York en el Reino Unido. La beca le permitió comparar el plan de acción nacional de Papúa Nueva Guinea sobre la brujería y la violencia relacionada con ella y sus actividades, e incorporar las actividades de las Defensoras de los Derechos Humanos de las Mujeres de las Tierras Altas en ese plan.
En 2021, fue reconocida como una de las 100 mujeres de la BBC.